# CZ 75
A CZ 75 é uma pistola semiautomática produzida pela fabricante de armas de fogo checa ČZUB. Introduzida pela primeira vez em 1975, é uma das "wonder nines" (em português: "nove maravilhas") originais e apresenta um carregador bifilar, construção toda em aço e um cano forjado a martelo. É amplamente distribuída em todo mundo e é a arma mais comum na República Tcheca.

## História

### Desenvolvimento
A indústria de armamento era uma parte importante da economia da Checoslováquia em períodos entreguerras e representava grande parte das exportações do país (veja, por exemplo, a metralhadora leve Bren, que era uma versão modificada da checoslovaca ZB vz. 26). No entanto, após o golpe de estado comunista de 1948, toda a indústria pesada foi nacionalizada e (pelo menos oficialmente) isolada do seu mercado de exportação ocidental atrás da Cortina de Ferro. Enquanto a maioria dos outros países do Pacto de Varsóvia se tornou dependente das importações de armamentos da União Soviética, a maior parte do armamento da Checoslováquia permaneceu nacional (por exemplo, o exército da Checoslováquia usava o rifle de assalto Vz. 58, enquanto outros países do bloco comunista usavam variantes do AK-47).
Após a Segunda Guerra Mundial, os irmãos Josef e František Koucký se tornaram os engenheiros mais importantes da CZUB. Eles participaram até certo ponto no projeto de todas as armas pós-guerra da empresa. Os Koucký assinaram seus projetos juntos, usando apenas o sobrenome, tornando impossível determinar qual deles desenvolveu ideias particulares.
Em 1969, František Koucký se aposentou, no entanto, a empresa ofereceu-lhe um emprego no design de uma nova pistola 9x19mm Parabellum. Ao contrário de seu trabalho anterior, dessa vez ele teve total liberdade ao projetar a arma inteira do zero. O design que ele desenvolveu foi de várias maneiras novo e inovador (consulte os detalhes do design).
Embora o modelo tenha sido desenvolvido para fins de exportação (o cartucho padrão de pistola das forças armadas da Checoslováquia era o soviético Tokarev 7,62x25mm, que mais tarde foi substituído pelo cartucho de pistola padrão 9mm Makarov pelo Pacto de Varsóvia), as patentes domésticas de Koucký foram classificadas como "patentes secretas". Efetivamente, ninguém poderia tomar conhecimento de sua existência, mas também ninguém poderia registrar o mesmo design na Checoslováquia. Ao mesmo tempo, Koucký e a empresa foram proibidos de solicitar proteção de patente no exterior. Consequentemente, um grande número de fabricantes começou a oferecer pistolas baseadas no design da CZ 75 (consulte clones, cópias e variantes).
A pistola não foi vendida na Checoslováquia até 1985, quando se tornou popular entre os atiradores esportivos (o esporte é o terceiro esporte mais difundido na República Techa, depois do futebol e do hóquei no gelo). Foi adotada pelas forças armadas tchecas somente após a Revolução de Veludo em 1989.

### Desenvolvimento das variantes esportivas
A crescente popularidade das competições da IPSC na República Tcheca levou à criação da equipe de fábrica da CZUB em 1992. Inicialmente, os atiradores esportivos usavam as pistolas CZ 75 e CZ 85. Stanislav Križík projetou uma nova versão chamada CZ 75 Champion já em 1992. Esta versão tinha um gatilho de ação simples, um freio de boca e pesos ajustáveis. 150 armas de fogo foram inicialmente fabricadas para utilizar munição 9x19mm Parabellum, .40 S&W e 9x21mm. O projeto foi modificado ainda mais (ou seja, os pesos ajustáveis foram eliminados, um novo compensador foi desenvolvido), porém sua principal falta de mesma capacidade de carregador da CZ 75 padrão (15/16 em 9mm, 12 em .40 S&W) permaneceu.
A CZ 75 ST (Padrão) e a CZ 75 M (Modificada) foram introduzidas em 1998. Essas tinham uma armação diferente das versões padrão, permitindo mais modificações. Embora a ST tenha se tornado muito bem-sucedida, a M não foi inicialmente projetada para uso com mira red dot, cuja utilização levou a uma vida útil limitada de sua armação.
A popular versão ST foi desenvolvida principalmente com o objetivo de prolongar sua vida útil, o que levou à introdução da CZ 75 TS (Esportes Táticos) em 2005. Utiliza um cano mais longo (132 mm) e também possui um peso maior (1,28 kg) em comparação ao modelo padrão. Os carregadores de alta capacidade podem usar 20 cartuchos 9mm ou 17 cartuchos .40. Desde 2013, o modelo é usado pelos atiradores de fábrica na divisão IPSC Standard, com s versão personalizada CZ 75 Tactical Sports Open também disponível.
Em 2009, começou a venda da CZ 75 TS Czechmate. O modelo é um desenvolvimento da CZ 75 Open, disponível em 9x19mm Parabellum e 9x21mm, com capacidade de carregador de 20 ou 26 cartuchos. Como padrão, a arma é vendida com a mira red dot da C-More Systems feita nos EUA. A CZUB alega que seu atirador de fábrica Martin Kamenícek disparou 150.000 tiros com a arma em cinco anos, período em que ele só precisou trocar o cano uma vez para manter a precisão.

## Detalhes do design
A CZ 75 é uma pistola de culatra trancada e operada por recuo curto. Ela usa um sistema de trancamento semelhante ao usado na pistola Browning Hi-Power, onde o cano e o ferrolho são trancados juntos durante o disparo, usando engranzadores fresados no encaixe do cano com reentrâncias no teto do ferrolho. Após os primeiros milímetros do movimento de recuo, o cano é abaixado na parte traseira, permitindo que o ferrolho continue o movimento de recuo e ejete o cartucho deflagrado.
A maioria dos modelos tem a capacidade de disparar no modo de dupla ação e possui uma segurança manual montada na armação. Alguns modelos recentes têm uma alavanca de deckocking que funciona como uma segurança manual. A partir do início dos anos 90, todas as CZ 75s foram fabricadas com uma trava do percussor, designada pela letra B (como na CZ 75 B).
A CZ 75 foi uma das primeira pistolas de 9mm de alta capacidade com segurança manual semelhante à da Browning Hi-Power. Isso permite que a CZ 75 seja transportada com com o cão engatilhado e com a segurança aplicada, e um cartucho na câmara, pronta para uso simplesmente desligando a segurança, uma configuração conhecida como condição 1. É um tanto incomum que pistolas de ação dupla possuam esse tipo de segurança "engatilhada e desengatilhada"; a maioria, como a Walther P38 e a Beretta 92F, possui uma combinação de alavanca de segurança/decocking (assim como algumas versões posteriores do CZ 75). A desvantagem dessa configuração é que, para desengatilhar o cão para um primeiro tiro de ação dupla, o cão deve ser puxado manualmente, apertando o gatilho enquanto puxa o cão com o polegar do atirador sob controle. Uma vez abaixado dessa maneira, um primeiro tiro de ação dupla pode ser realizado de maneira semelhante a outras pistolas de ação dupla sem acionar nenhum controle. Os disparos subsequentes serão de ação simples, a menos que o cão seja novamente puxado.
Todas as variantes da CZ 75 de apenas ação dupla apresentam um entalhe de "semi-engatilhamento". Esta não é uma posição de segurança, mas sim um auxílio ao operador para fornecer um local seguro para desengatilhar manualmente a pistola. Todos os modelos "decocker" desengatilham nessa posição e o manual aconselha a não tentar colocar o cão em outros modelos.
Ao contrário da maioria das pistolas semiautomáticas, o ferrolho desliza dentro dos trilhos da armação, semelhante ao SIG P210, ao invés de fora. Isso proporciona um encaixe perfeito do ferrolho na armação e um trancamaneto do cano muito eficiente, os quais contribuem para sua precisão.
Nos modelos atuais, a armação é fundida e o ferrolho é usinado a partir de peças forjadas, embora as armações forjadas tenham sido usadas em modelos de produção muito antigos. O cano de seis ranhuras possui raiamento tradicional com uma taxa de torção acima do padrão (1 em 9,7).

## Variantes e derivações
Variantes da CZ 75 incluem:

### 75 Steel Full Size
CZ 75A CZ 75 original, facilmente identificada pelo ferrolho profundamente faseado e pelos pequenos trilhos do ferrolho.
CZ 75Versão final, facilmente identificada por trilhos do ferrolho mais longos e uma divisão menor do ferrolho.
CZ 75 BCZ 75 de segunda geração, atualizada com trava do percussor interna, guarda-mato quadrado e serrilhado e um cão em forma de anel.
CZ 75 BDUma variante da agora comum CZ 75 B ("B" representando a trava do percurssor) com uma alavanca de decocking substituindo a tradicional segurança manual ("D" representando a alavanca de decocking). Essa variante está rapidamente se tornando a mais comum dos modelos CZ 75 B, devido à segurança adicional que a alavanca de decocking fornece.
CZ 75 BD PoliceVariante da CZ 75 BD equipada com indicador de câmara, retém do carregador reversível, cordão lanyard, cabo quadriculado e gatilho serrilhado como padrão. A maioria dos modelos de polícia tem a palavra "Police" estampada no ferrolho. Uma quantidade menor exclui "Police", mas possui serrilhas na parte frontal do ferrolho.
CZ 75 B StainlessVersão em aço inoxidável da CZ 75 B. Disponível em acabamento inoxidável brilhante e fosco. Também disponível na edição nova / limitada (acabamento jateado com os lados da armação e do ferrolho decorativamente polidos). Todos os modelos de aço inoxidável possuem travas de segurança ambidestras.
CZ 75 B Omega (2009-2015)Uma versão da CZ 75 B com mecanismo de gatilho remodelado de fábrica, o sistema "Omega", apresentado com a P-07. Está disponível com munição 9mm ou .40 S&W. Possui uma segurança manual que não é ambidestra.
CZ 75 B Omega ConvertibleUma versão atualizada da anterior CZ 75 Omega. Ele vem com uma alavanca de decocking que pode ser facilmente trocada para segurança manual, com o kit incluído. A alavanca de decocking ou a segurança manual são ambidestras. Também tem o cão e as miras atualizados.
CZ 75 B SA (cancelada em 2018)Uma CZ 75 que possui mecanismo de gatilho de ação simples e um carregador de queda livre. Está disponível com munição 9mm ou .40 S&W.
CZ 75 B DAO (cancelada)Uma CZ 75 que possui um acionamento do gatilho mais longo, pesado e constante (somente ação dupla). Disponível com munição 9mm e .40 S&W. Apresenta nenhuma segurança externa ou alavanca de decocking, bem como um cão embutido.

### 75 Compact
CZ 75 CompactUma CZ 75 padrão com um cabo ligeiramente mais curto e um cano de 99,06 mm (3,9"). Existe uma versão disponível com munição .40 S&W.
CZ 75 D PČR CompactMuito compacta - semelhante à P-01 em tamanho, também com armação de liga de alumínio, mas não possui um trilho M3, tem uma abertura de boca menor e alça de mira embutida no ferrolho. Uma escolha popular para uma arma de transporte, conhecida por sua precisão inerente e distribuição de peso.
CZ 75 Semi-CompactCombina a armação, cabo e capacidade da CZ 75 de tamanho real com o cano encurtado (em 20 mm) e o ferrolho da CZ 75 Compact.
CZ P-01Uma variante da CZ 75 Compact destinada a uso policial, com armação de liga de alumínio, alavanca de decocking e trilho de acessórios sob o cano. É a nova arma de escolha para a Policia Nacional Tcheca desde 2001. Ela recebeu a certificação da OTAN depois de passar por extensos testes. O número de estoque da OTAN (NSN) é 1005-16-000-8619.
CZ P-01 Omega ConvertibleUma versão da CZ P-01 com sistema de gatilho Omega. Ela vem com uma alavanca de decocking que pode ser facilmente trocada para segurança manual, com o kit incluído. A alavanca de decocking ou a segurança manual são ambidestras. Também tem o cão e miras atualizados.
CZ P-06O mesmo que a P-01, mas utilizando munição .40 S&W.
CZ 40-B/Colt Z-40Colaboração entre Colt / CZ. Armação estilo 1911, fabricada pela Colt para usar ferrolho estilo CZ, em .40 S&W. Foi a base do design para a série RAMI 2075.
CZ 40-PDepois que o projeto CZ-40B / Colt Z-40 se desfez, a CZ utilizou os ferrolhos que sobraram e ajustou-os à armação da P-01 e vendeu como CZ 40-P em .40 S&W. Uma pequena quantidade de pistolas CZ 40-P ainda tem a marca da CZ 40-B.

### Sub-Compacta

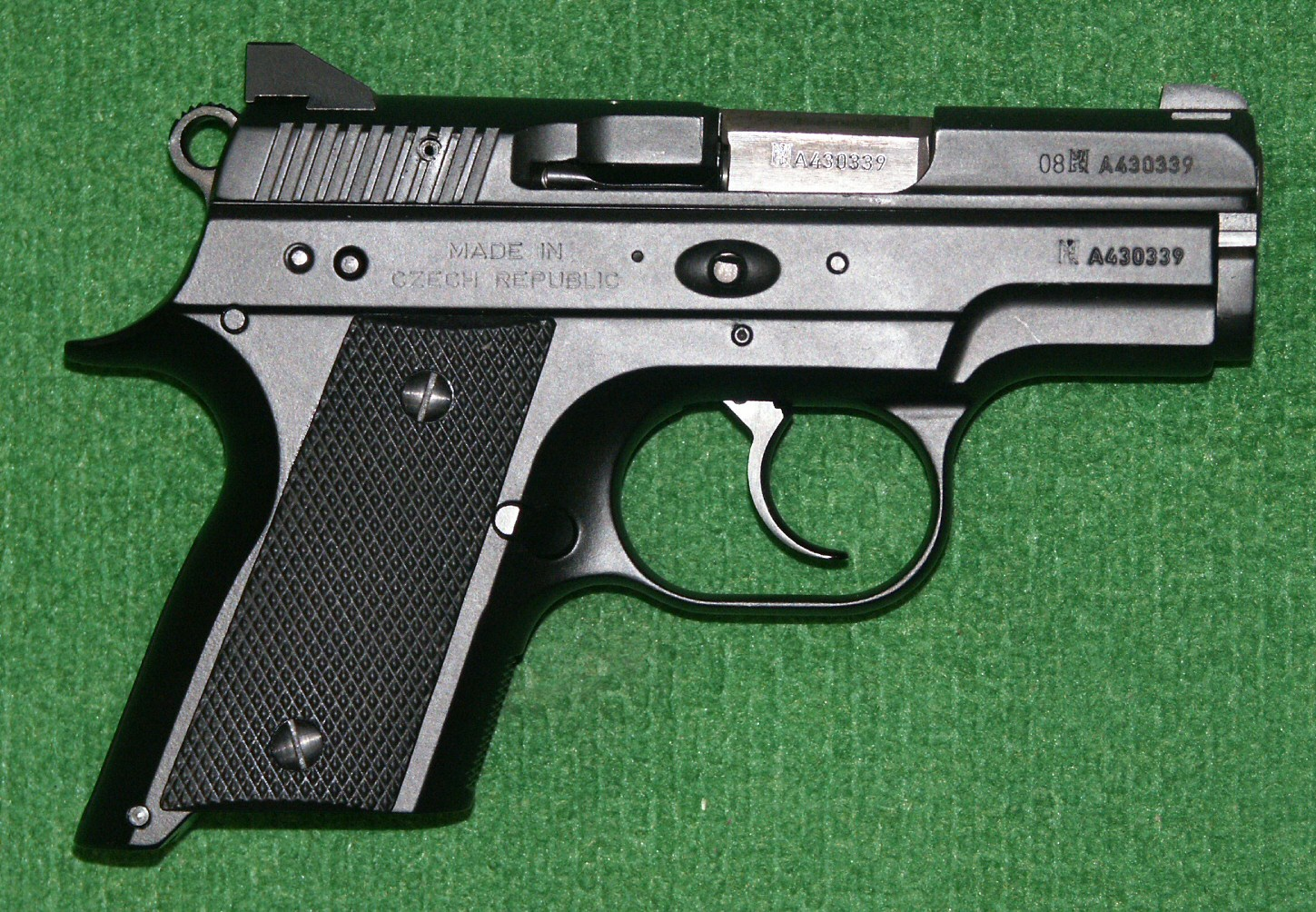
A variante subcompacta 2075 RAMI projetada para porte velado.

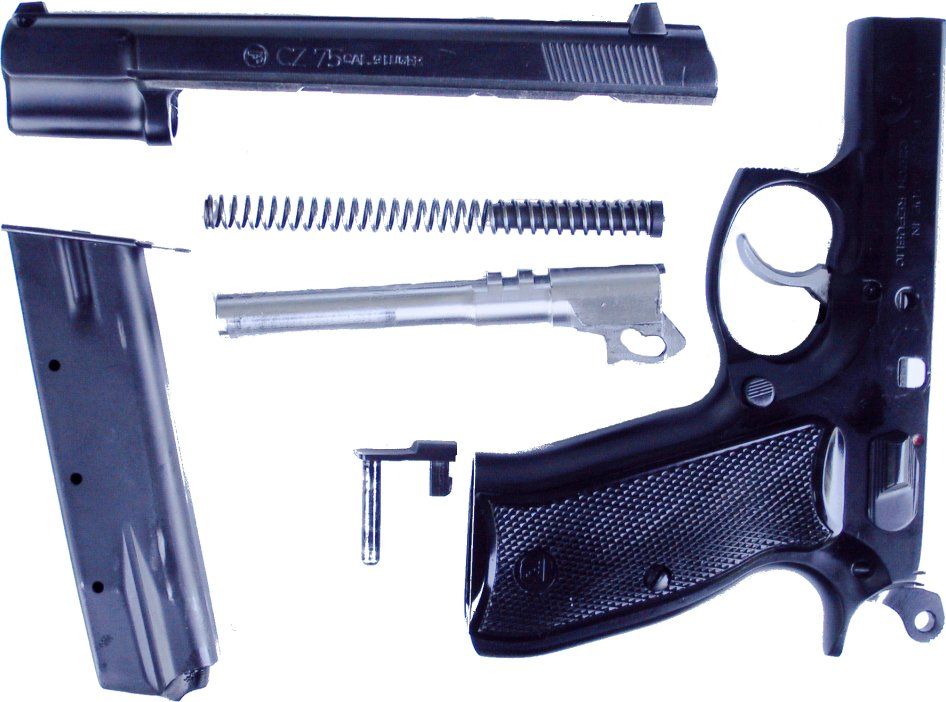
CZ 75 desmontada.

CZ 2075 RAMIUma versão subcompacta da CZ 75 destinada ao porte velado. Apresenta um cano de 76,2 mm (3"), armação de alumínio e miras de baixo perfil. Disponível com munição 9x19mm ou .40 S&W, com capacidade padrão do carregador de 10 (9x19mm) e 8 (.40 S&W) cartuchos, respectivamente. Um carregador de 14 cartuchos opcional está disponível para a versão de 9mm.
CZ 2075 RAMI BDO mesmo que a 2075 RAMI, mas inclui uma alavanca de decocking e miras de trítio.
CZ 2075 RAMI PVersão com armação de polímero.

### Competição

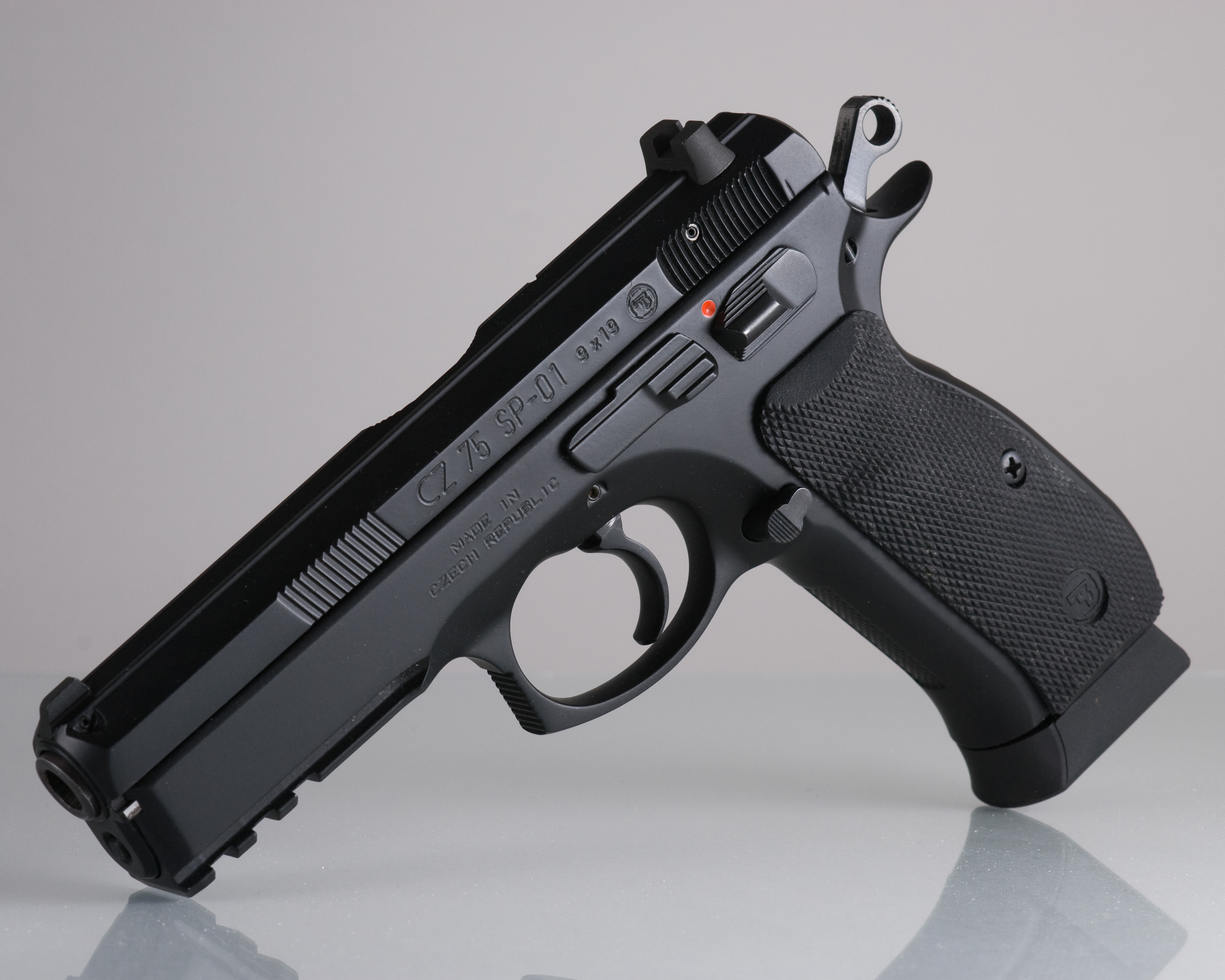
CZ 75 SP-01 com carregador de capacidade estendida.

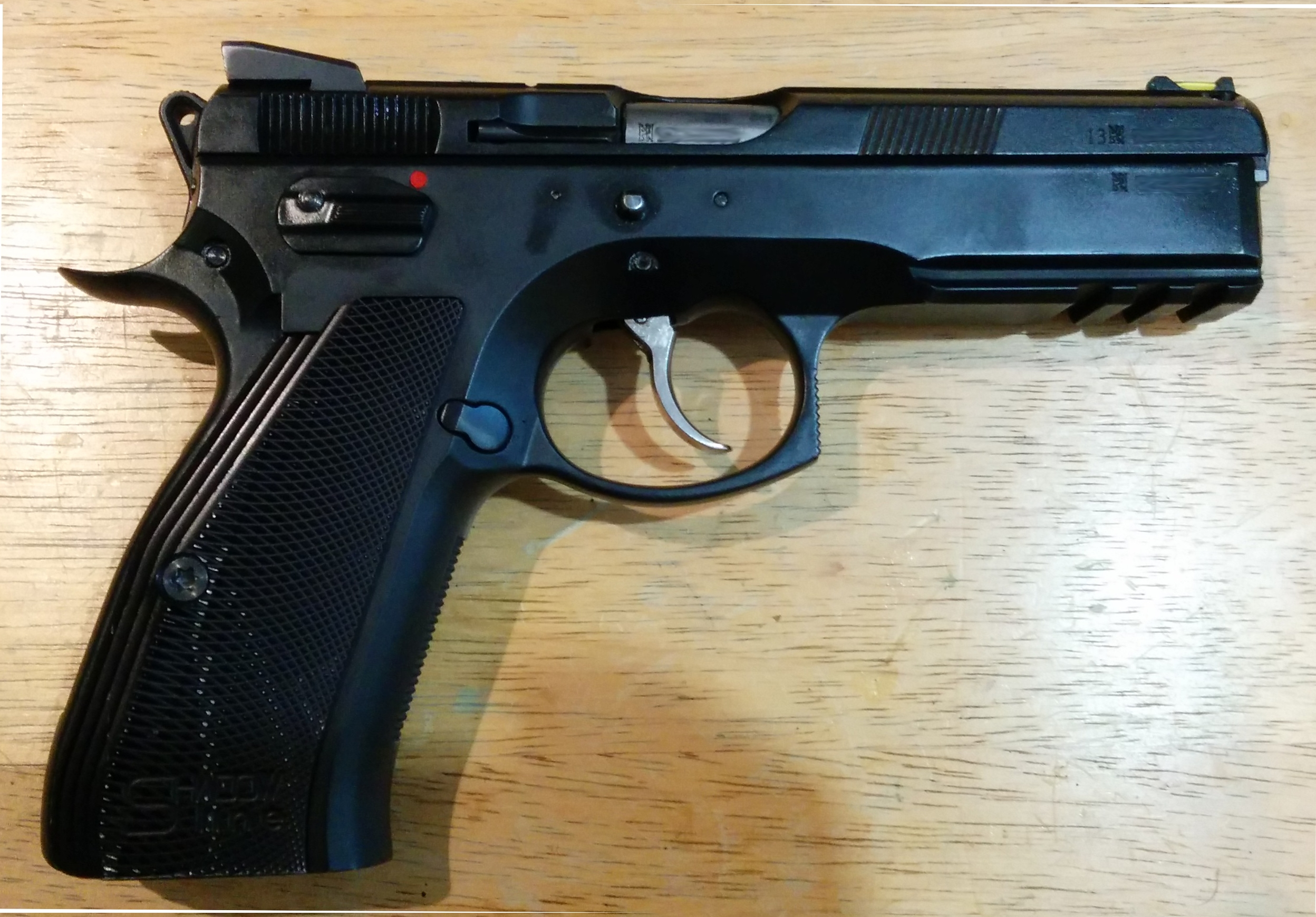
CZ 75 SP-01 Shadow Line - uma variante da CZ 75 centrada para competições.

CZ 75 SP-01 /  SP-01 TacticalSemelhante à P-01 com trilho de acessórios, mas com construção em aço e utilizando a armação e ferrolho em tamanho normal, além de incorporar carregadores com capacidade estendida de 18 cartuchos. Está disponível com segurança manual ambidestra (SP-01) ou com alavanca de decocking ambidestra (SP-01 Tactical). A CZ 75 (SP-01) foi projetada para vários propósitos, incluindo, mas não se limitando a: arma secundária de serviço militar / policial, arma secundária para forças antiterroristas e tiro ao alvo. Usada no IPSC World Shoot XIV 2005 pelos campeões mundiais Adam Tyc e Angus Hobdell (1º e 3º lugar respectivamente na divisão de produção).
CZ 75 SP-01 ShadowNova geração da pistola CZ 75 SP-01, especialmente adaptada às sugestões propostas por usuários de comunidades em todo o mundo, com uma contribuição adicional dos atiradores to Team CZ Angus Hobdell e Adam Tyc. Baseada na SP-01, ela não possui trava do percussor, resultando em um melhor deslocamento do gatilho. Ela também possui cabo e segurança ligeiramente remodelados, uma mola recuperadora "mais fraca" para facilitar o carregamento e massa de mira em fibra óptica e alça de mira tática "estilo Novak".
CZ 75 Shadow 2Em 2016, com a cooperação dos atiradores de elite da IPSC da equipe Ceská zbrojovka, foi lançada uma versão aprimorada da Shadow, chamada Shadow 2. Ela incluía um cano mais longo, um ferrolho remodelado e mais leve, serrilhas do ferrolho mais agressivas, ergonomia do cabo aprimorada, quadriculado do cabo mais agressivo e uma fibra óptica menor na massa de mira.
CZ 75 SP-01 PhantomA CZ 75 Phantom possui armação de polímero, é 33% mais leve que os modelos de armação de aço, com trilho de acessórios, armação de aço forjado e um perfil recortado para economizar peso. Duas inserções de talas de empunhadura traseiras intercambiáveis estão incluídas na Phantom para acomodar usuários com mãos de tamanhos diferentes. A pistola é ainda equipada com uma alavanca de decocking. Os Paraquedistas do Exército Tcheco da 4ª Brigada de Implantação Rápida estão totalmente equipados com esta pistola desde janeiro de 2012.
CZ 75 Standard IPSCUma variante da CZ 75 projetada especificamente para a competição IPSC com cabo estendido, gatilho de ação simples, carregadores de queda livre e uma abertura para carregadores maior.
CZ 75 Tactical SportsA substituição da ST IPSC foi o modelo esportivo tático, que apresentou pequenas melhorias em relação ao seu antecessor muito semelhante. Disponível em 9x19mm (20 cartuchos) ou .40 S&W (17 cartuchos).
CZ 75 ChampionUma versão de competição projetada para o campeonato Open Division IPSC, com um compensador de três portas, gatilho ajustável, retém do carregador estendido, seguranças ambidestras, miras totalmente ajustáveis e acabamento em dois tons, com ferrolho azulado e armação de níquel acetinado.
CZ 75 TS CzechmateUma variante de competição baseada no modelo Tactical Sports, equipada com um compensador e mira red dot eletrônica. Projetada especialmente para a IPSC Open Division (e substituindo o modelo Champion mais antigo), a Czechmate apresenta uma solução pronta para o esporte, oferecendo um pacote competitivo completo, incluindo carregadores adicionais e peças de reposição.
CZ 75 Kadet / Kadet 2Um conjunto de ferrolho / cano de calibre .22 LR e kit de carregador para encaixar na maioria das armações CZ 75 B padrões (exceto a Tactical Sport e a SP-01 Phantom). A Kadet também costumava ser vendida como uma pistola completa (conjunto de ferrolho e armação), mas agora é vendida apenas com um conjunto de ferrolho para ser montado nas armações existentes. O kit de conversão de segunda geração que está sendo vendido atualmente é chamado de "Kadet 2" e inclui um retêm do ferrolho .22 que trava o ferrolho com um carregador vazio. Miras noturnas são opcionais.

### Polímero
CZ P-07 DutyA CZ P-07 Duty é uma variante compacta da CZ 75 e com armação de polímero, notável por ter um mecanismo de gatilho reprojetado. O novo design reduziu o número de peças e melhorou o acionamento do gatilho. A remodelação externa foi grandemente influenciada pelo design da SPHINX 3000 (sendo um clone suíço aprimorado da CZ 75). Disponível com munição 9mm Luger e .40 S&W, a CZ P-07 Duty também inclui a capacidade de alterar a segurança manual para uma alavanca de decocking e vice-versa através da troca de peças. Introduzida em 2009.
CZ P-09 DutyVersão em tamanho real da P-07, com capacidade para 19 cartuchos 9mm. Introduzida em 2013.
CZ P-09 KadetUm conjunto de ferrolho / cano de calibre .22 LR e kit de carregador para encaixar nas armações padrões da CZ P-09, semelhante à CZ 75 Kadet / Kadet 2. A Kadet é vendida como uma pistola completa (conjunto de ferrolho com armação) ou um conjunto de ferrolho independente para ser montado nas armações existentes, e pode ser usada com uma pistola de treinamento para a P-09 padrão. A armação é feita de polímero mecanicamente e termicamente estável, reforçado com fibra de vidro, equipada com um trilho inferior MIL-STD-1913 para acessórios. O ferrolho possui dois pares de ranhuras para um manuseio confortável e miras de ferro ajustáveis. A pistola possui controles de decocking e de segurança manual trocáveis, com três talas de empunhadura intercambiáveis em tamanhos pequeno, médio e grande.

### 85
CZ 85Uma versão atualizada da CZ 75 que também é ambidestra.
CZ 85 BUma CZ 85 com trava do percussor.
CZ 85 BDUma CZ 85 B com alavanca de decocking, em vez de segurança manual.
CZ 85 CompactUma CZ 85 compacta de produção limitada com trilho de acessórios sob o cano e disponível em .40 S&W. Idêntica à atual CZ 75 compacta em .40 S&W.
CZ 85 CombatAdiciona uma alça de mira ajustável, retém do carregador estendido, carregador de queda livre e ajuste de deslocamento excessivo no gatilho. Não possui trava do percussor para que o percurssor possa ser substituído sem um encaixe especial.

### 97 (.45 ACP)
CZ 97BVersão .45 ACP da CZ 75 B.
CZ 97 BDVersão .45 ACP da CZ 75 BD.

### Outras
CZ 75 AutomáticaUma variante de fogo seletivo, introduzida em 1992, destinada à uso policial e militar. Uma característica distintiva dos modelos anteriores é seu cano com compensador e mais longo, embora os modelos posteriores possam ter um cano padrão. Um carregador extra pode ser anexado na frente da arma para ser usado como cabo improvisado.

## Clones, cópias e variantes de outras empresas
Hoje, a fábrica da CZ está localizada na República Tcheca (UE) e a arma é oferecida em todo o mundo. No entanto, durante a Guerra Fria, a Checoslováquia fazia parte do Pacto de Varsóvia e era completamente comunista em sua perspectiva política. A CZ 75 foi a primeira pistola semiautomática de 9mm desenvolvida expressamente para venda no Ocidente e ofereceu novas ideias no design de segurança manual de pistola semiautomático, sendo um design de modo duplo. Ela pode ser transportada no modo de operação convencional de dupla ação, ou "engatilhada e travada", como a pistola 1911.
Devido a um imposto de 60% sobre os produtos tchecos na época e porque na época a CZ não conseguiu garantir a proteção de patente mundial para seu design, a CZ não pôde comercializar sua pistola nos Estados Unidos quando estreou. Em vez disso, a empresa italiana Fratelli Tanfoglio fabricou e comercializou a pistola para o ocidente.
Dois atiradores, o americano Doug Koenig e o francês Eric Grauffel, venceram o Campeonato Mundial de IPSC usando pistolas baseadas no design da CZ 75 (todos os outros campeões mundiais até então usavam pistolas baseadas no formato 1911 de John Browning). Outras cópias / clones notáveis são os da Sphinx Systems.
Os clones, cópias e variantes de outros fabricantes incluem:
- FAMAE FN-750.
- Norinco NZ-75.[11][12]
- CZ-Strakonice CZ-TT.
- Renato Gamba G90.
- Tanfoglio TZ-75, T-90 e T-95.[11][12]
- IMI Jericho 941[12] e Magnum Research Baby Eagle.
- ROMARM Pistol model 2000.
- BUL Cherokee e Storm.
- Baek Du San "백두산권총".
- Armscor MAP1 e MAPP1.
- Military Industry Corporation Marra e Lado.
- Sphinx Systems Sphinx 2000, Sphinx 3000 e Sphinx SDP.[12][13]
- ITM AT-84 e AT-88.[12]
- Sarsilmaz Kilinç 2000 e Armalite AR-24.[12]
- TriStar C-100 e Canik 55 Piranha.
- JSL (Hereford) Ltd Spitfire. (Não mais no ramo desde 1996.)
- Dornaus & Dixon Bren Ten.[2]
- Vltor Bren Ten.[2]
- EAA Witness Elite Gold.[12][14]
- Springfield P9.[11][12]

## Utilizadores
Muitos países usam cópias e clones produzidos por fabricantes locais (veja acima). Esta lista incompleta inclui apenas usuários da CZ 75 original, fabricada na República Tcheca, e suas variantes.
- Bulgária: Usada pelo Ministério do Interior.[carece de fontes?]
- Chile: Pistola principal do Exército do Chile.[carece de fontes?]
- Tchéquia: Usada pelas Forças Armadas da Tchéquia.[15] Também usada pelas forças policiais da Tchéquia.[12]
- Egito: Arma primária das forças policiais.[16]
- El Salvador: Usada pela Polícia Civil Nacional.[17]
- Finlândia: Usada pela Alfândega Finlandesa.[carece de fontes?]
- Geórgia:[18]
- Grécia: Usada pela Polícia da Grécia.[carece de fontes?]
- Honduras: Usada pela Polícia Nacional de Honduras.[19]
- ISIS:[20]
- Israel: Shin Bet[carece de fontes?]
- Cazaquistão: 75 pistolas CZ 75 B e 30 pistolas CZ 75 D foram compradas em 1998. Essas pistolas são usadas pela equipe SWAT da polícia.[carece de fontes?]
- Líbia: NZ75 achada na Líbia.[21]
- México: Pistolas CZ P-09 são usadas por unidades selecionadas da Polícia Federal desde 2014.[22]
- Macedônia do Norte: Usada pelo Exército da Macedónia do Norte.[carece de fontes?]
- Filipinas: Usada pelo Departamento do Interior e Governo Local.[carece de fontes?]
- Polónia: Polícia da Polônia (Uso limitado por serviços militares).[23]
- Rússia: Usada por forças policiais.[24]
- Sérvia: A pistola SP-01 Shadow é usada pela Forças Especiais da Polícia.[25][26]
- Singapura: Força Policial de Singapura.[27]
- Eslováquia: Usada pela polícia do metrô eslovaca, polícia militar and unidade tática de elite paramilitar (em eslovaco:  Kukláci).[28]
- África do Sul: [carece de fontes?]
- Espanha: Usada pela Polícia Municipal.[carece de fontes?]
- Tailândia: Usada pelas unidades especiais do Exército Real Tailandês[29] e Ministério do Interior.[carece de fontes?]
- Turquia: Usada pela Diretoria Geral de Segurança.[12]
- Estados Unidos: Na lista aprovada de vários departamentos policiais[12] e pela Delta Force.[30]